# إدوارد أندري
إدوارد أندري (بالرومانية: Edward Andrei)‏ هو لاعب كرة الماء روماني، ولد في 19 يناير 1975.

## وصلات خارجية
- إدوارد أندري على موقع أوليمبيديا (الإنجليزية)